# Фоса (животиња)
Фоса (лат. Cryptoprocta ferox) је врста сисара из породице мадагаскарских звери (Eupleridae), ендемит је Мадагаскара.

## Распрострањеност
Ареал врсте је ограничен на острво Мадагаскар.

## Станиште
Станиште врсте су шуме. Врста је распрострањена од нивоа мора до 2.600 метара надморске висине. 

## Угроженост
Ова врста се сматра рањивом у погледу угрожености.